# Wieżanka
Wieżanka (Weżanka) – przysiółek wsi Wólka, w Polsce położona w województwie podlaskim, w powiecie hajnowskim, w gminie Czyże. 
Wieś królewska w leśnictwie  bielskim w ziemi bielskiej województwa podlaskiego w 1795 roku. W latach 1975–1998 miejscowość administracyjnie należała do województwa białostockiego. Przez miejscowość przepływa niewielka rzeka Łoknica, dopływ Narwi. Wieżanka jest przysiółkiem wsi Wólka. Nazwa pochodzi od rzeczki Wieżanki. Według miejscowych legend nazwa pochodzi od wieży.

## Historia

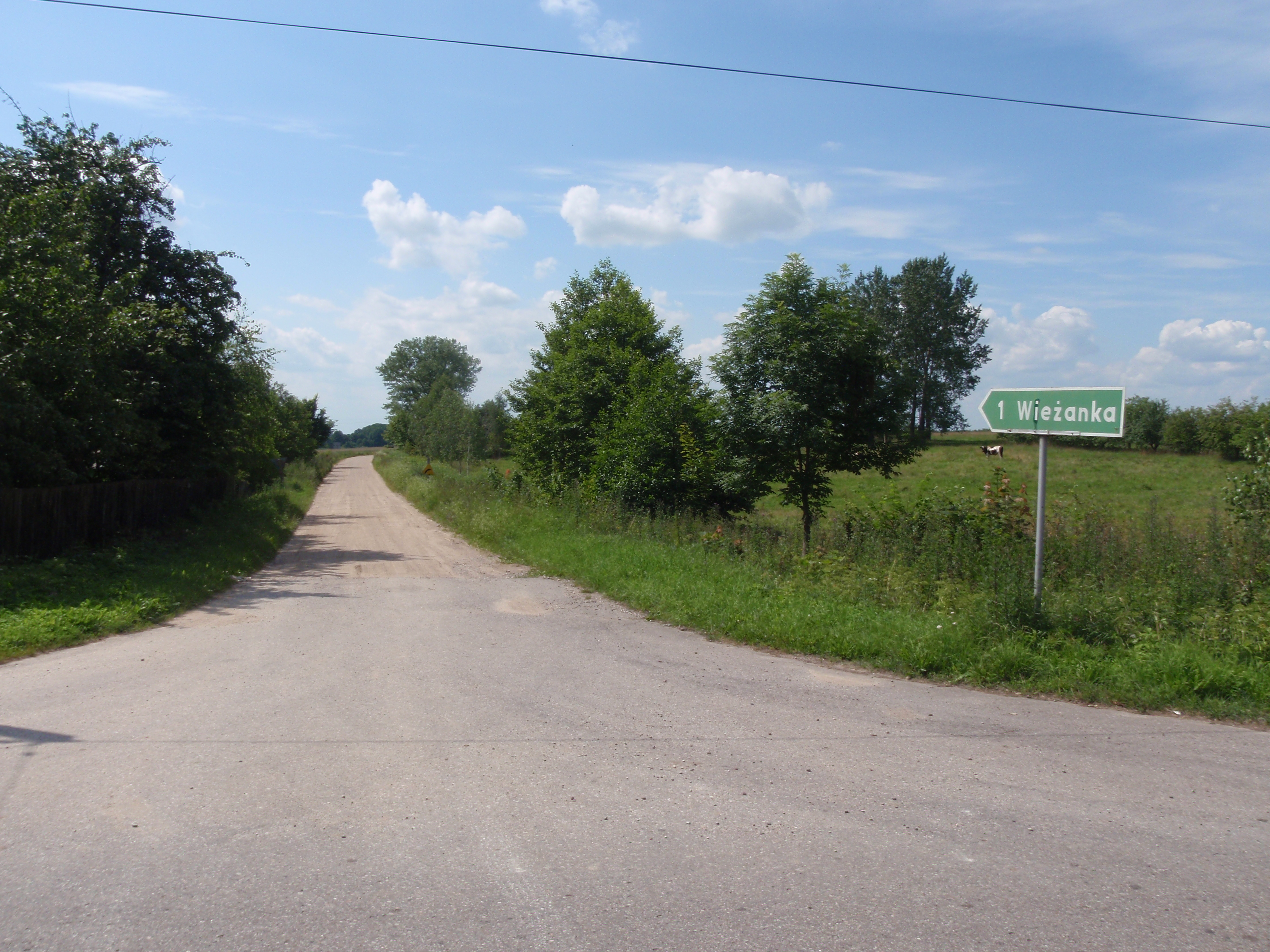
Droga z Trywieży do Wieżanki

Historia sięga około roku 1570, kiedy założony tu został młyn przez Ostafiego Chaleckiego. W 1742 Wieżankę wraz z Kamieniem i Wólką otrzymał Józef Jan Wilczewski. Rodzina Wilczewskich erygowała w Wieżance kaplicę unicką. Poświęcenie publicznej kaplicy odbyło się w 1793 roku. W 1829 kaplica została odsprzedana parafii klejnickiej, a w jej miejscu postawiono młyn deptak. Na początku XX wieku kaplica ta została przewieziona do wsi Koźliki, gdzie przetrwała do dziś i funkcjonuje jako cerkiew pw. św. Mikołaja..
W 1834 roku miejscowość funkcjonuje pod nazwą Wygoda-Wieżanka. W 1853 roku Wieżanka przypisana została do parafii w Klejnikach. Od 1903 roku odnotowywana jest w parafii Łosinka. W 1903 w Wieżance stał jeden dom zamieszkiwany przez 5 osób.

## Religia
Mieszkańcy wsi wyznania prawosławnego, należą do parafii w Łosince. Według stanu parafii z 31 grudnia 2007 roku, 3 parafian pochodziło z Wieżanki. Natomiast wierni kościoła rzymskokatolickiego należą do parafii pw. Wniebowzięcia Najświętszej Maryi Panny i św. Stanisława Biskupa i Męczennika w Narwi.